# Ghost in the Shell (film 2017)
Ghost in the Shell è un film del 2017 diretto da Rupert Sanders.
La pellicola è l'adattamento cinematografico dell'omonimo manga del 1989 di Masamune Shirow, vede la presenza nel cast di Scarlett Johansson, Pilou Asbæk, Takeshi Kitano, Chin Han, Michael Pitt, Peter Ferdinando e Juliette Binoche.

## Trama
Il maggiore Mira Killian è un cyborg a capo degli agenti della Sezione di Pubblica Sicurezza numero 9, un'organizzazione anti terrorismo cibernetico gestita dal governo, ma di fatto manipolata dalla potente Hanka Robotics. Vittima di un terribile incidente, in seguito al quale solo il suo cervello era sopravvissuto, è stata salvata dalla morte e trasformata in un soldato perfetto grazie ad un corpo interamente cibernetico: responsabile di questa operazione è la dottoressa Ouelet, una delle principali scienziate della Hanka Robotics.
Tra i compiti assegnati alla Sezione 9 c'è quello di trovare e terminare il misterioso Marionettista, in cui il suo vero nome è Hideo Kuze, una mente criminale che si cela dietro ad un audace attacco effettuato contro un alto dirigente e numerosi scienziati della Hanka Corporation. Grazie alle sue capacità fuori dal comune, Mira è l'unica in grado di scovare e affrontare una nuova minaccia, ossia Cutter, un sadico e spietato uomo d'affari capace di insinuarsi nella mente cibernetica fino ad assumerne il completo controllo.
Nel corso delle indagini, Mira viene a conoscenza di una terribile verità sul suo passato: ella scopre infatti che le hanno mentito e che la sua vita non è stata salvata, bensì le è stata rubata per farne materiale di ricerca da parte della Hanka Corporation, insieme a quella di altri giovani sbandati. Da quel momento in poi non si fermerà davanti a nulla, pur di svelare il mistero legato alla sua esistenza, recuperare il proprio passato e vendicarsi del capo della Hanka Corporation.

## Produzione
Nel 2008 la DreamWorks e Steven Spielberg acquistarono i diritti cinematografici per realizzare un adattamento live action del manga Ghost in the Shell di Masamune Shirow. Avi Arad e Steven Paul vennero annunciati come produttori, mentre Jamie Moss venne scelto per scrivere la sceneggiatura. Nell'ottobre 2009 venne riportato che Laeta Kalogridis aveva sostituito Moss come sceneggiatrice. Nel gennaio 2014 venne riportato che Rupert Sanders avrebbe diretto il film da una sceneggiatura di William Wheeler. Wheeler lavorò al progetto per un anno e mezzo, affermando che dopo di lui lavorarono al film altri cinque sceneggiatori. I crediti della sceneggiatura vennero infine dati a Jonathan Herman e Ross.
Tra settembre e ottobre 2014 Margot Robbie entrò in trattative per interpretare il ruolo della protagonista, ma l'attrice australiana preferì poi entrare nel cast di Suicide Squad, così la parte fu proposta a Scarlett Johansson. Nel gennaio 2015 la Johansson venne quindi confermata nel ruolo della protagonista.
Nel maggio 2015 la Paramount Pictures accetto di co-produrre e co-finanziare il film. Nel novembre 2015 Pilou Asbæk entrò nel cast nel ruolo di Batou. Nello stesso mese Sam Riley entrò in trattative per interpretare il villain del film. Nel febbraio 2016 Variety riportò che Michael Pitt era in trattative per unirsi al cast. Nel marzo seguente entrò nel cast Takeshi Kitano nel ruolo di Daisuke Aramaki, fondatore e leader della Sezione 9.
Il budget del film è stato di 110 milioni di dollari.

### Riprese
Le riprese del film iniziarono il 1º febbraio 2016 in Nuova Zelanda a Wellington, presso gli studi cinematografici "Stone Street Studios". Nell'aprile 2016 venne confermato il cast del film, che comprende anche Juliette Binoche, Chin Han, Lasarus Ratuere e Kaori Momoi. Nel maggio 2016 entrò nel cast Rila Fukushima. Le riprese terminarono il 3 giugno 2016. Alcune riprese vennero effettuate a Hong Kong, prendendo come ispirazione il Monster Building.

## Promozione
Nel settembre 2016 la Paramount pubblica una serie di teaser trailer contenenti brevi sequenze del film. Il 7 novembre 2016 viene pubblicato un nuovo teaser per annunciare l'arrivo del primo trailer esteso del film.
Il trailer viene proiettato in anteprima a Tokyo il 13 novembre 2016, durante un evento dedicato al film, con la presenza di Scarlett Johansson, Kitano e Sanders. Nello stesso giorno il trailer viene pubblicato online, anche nella versione italiana.

## Distribuzione
Ghost in the Shell è stato distribuito il 30 marzo 2017 in Italia e il 31 marzo 2017 negli Stati Uniti, anche in 3D e IMAX.
Inizialmente il film doveva essere distribuito il 14 aprile 2017 dalla Walt Disney Studios Motion Pictures attraverso la sua etichetta Touchstone Pictures. Il film era parte di un accordo di distribuzione tra la DreamWorks e i Walt Disney Studios risalente al 2009. Nell'aprile 2015 la Disney spostò la data di uscita nordamericana al 31 marzo 2017, mentre la Paramount Pictures subentrò per occuparsi della distribuzione internazionale.

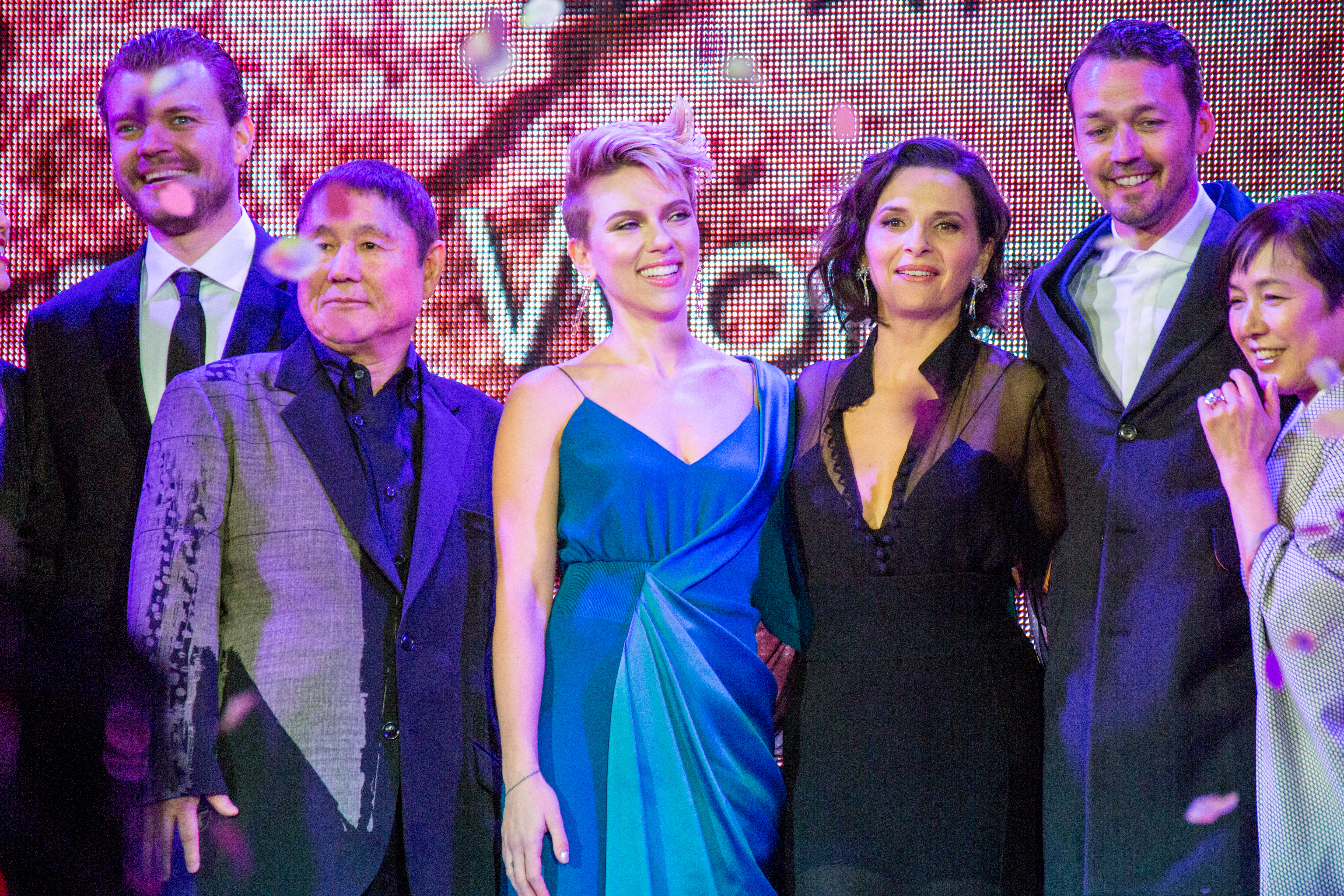
Regista e cast all'anteprima del film

Nel settembre 2015 tuttavia la DreamWorks e la Disney decisero di non rinnovare l'accordo di distribuzione, che sarebbe scaduto nell'agosto 2016. Nel dicembre 2015 la DreamWorks strinse un accordo di distribuzione con la Universal Pictures, e il mese seguente la Disney rimosse il film dal proprio listino. In seguito i diritti di distribuzione nordamericani del film vennero acquistati dalla Paramount, mentre alla Universal venne affidata la distribuzione internazionale.

## Accoglienza

### Incassi
Il film ha incassato 40,5 milioni di dollari nel Nord America e 129,2 nel resto del mondo, per un totale di 169,8 milioni di dollari in tutto il mondo.

### Critica
Sull'aggregatore Rotten Tomatoes il film riceve il 42% delle recensioni professionali positive, con un voto medio di 5.50 su 10 basato su 300 critiche, mentre su Metacritic ottiene un punteggio di 52 su 100 basato su 42 recensioni.

## Riconoscimenti
- 2017 - Golden Trailer Awards
  - Candidatura alla pubblicità più innovativa per un film
- 2017 - Hollywood Post Alliance
  - Miglior color grading in un film a Michael Hatzer
  - Candidatura ai miglior effetti visivi a Guillaume Rocheron, Axel Bonami, Asregadoo Arundi, Pier Lefebvre
- 2017 - International Online Cinema Awards
  - Candidatura ai miglior effetti visivi
- 2018 - Empire Awards
  - Candidatura al miglior trucco e acconciatura
  - Candidatura ai migliori effetti visivi
- 2018 - Hollywood Makeup Artist and Hair Stylist Guild Awards
  - Candidatura al miglior trucco contemporaneo in un film a Deborah La Mia Denaver e Jane O'Kane

## Casi mediatici
La scelta di Scarlett Johansson come interprete della protagonista scatenò numerose accuse di whitewashing, dal momento che nel manga originale la protagonista, Motoko Kusanagi, è di etnia asiatica. Nel materiale promozionale il personaggio di Johansson viene tuttavia chiamato semplicemente "The Major".
Nell'aprile 2016 ScreenCrush riportò che la Paramount aveva effettuato dei test per modificare l'aspetto di Johansson attraverso la computer grafica e renderla più asiatica, generando ulteriori polemiche. La Paramount rispose che i test erano stati abbandonati da tempo e che non avevano mai coinvolto Johansson.
Sam Yoshiba, direttore della divisione commerciale della Kōdansha, azienda che detiene i diritti del manga, affermò: "Guardando la sua carriera, ritengo che il casting di Scarlett Johansson sia una buona scelta. Ha un'aria cyberpunk. E noi non abbiamo mai pensato che sarebbe stata un'attrice giapponese... questa è un'opportunità per far conoscere al mondo una proprietà giapponese". Il produttore Steven Paul, parlando delle accuse, affermò che l'ambientazione del film è un "mondo internazionale", aggiungendo che "Ci sono tutti i tipi di persone e nazionalità nel mondo di Ghost in the Shell. Ci sono persone da tutto il mondo. Ci sono giapponesi, cinesi, inglesi e americani". Anche Mamoru Oshii, regista dell'anime omonimo e del sequel, ha approvato la scelta della Johansson.
L'Hollywood Reporter ha indagato tra gli spettatori nipponici e le opinioni sono state positive, soprattutto per quanto riguarda il caso di whitewashing, visto che non gli è stata data importanza ed anzi è stata apprezzata la performance della Johansson.